# Günter Fruhtrunk
Günter Fruhtrunk (1er mai 1923 Munich- 12 décembre 1982 Munich) était un peintre allemand, artiste de l'abstraction géométrique et de l'Op Art.

## Biographie
Son baccalauréat (Abitur) obtenu, après avoir commencé des études d'architecture à la 'Technische Hochschule' de Munich, Fruhtrunk entre dans l'armée, comme volontaire, en 1941. Il combat notamment en Finlande et il est plusieurs fois blessé. À cette époque, il peint des aquarelles. En 1945, il se lance dans des études artistiques auprès du peintre et imprimeur, ancien élève de Matisse et de Hölzel, William Straube, à Neufrach. Sa première exposition est organisée en 1947 dans la galerie 'Kunstspiegel" (Le Miroir de l'art) à Fribourg en Brisgau. En 1948, il rencontre le peintre Willi Baumeister et l'année suivante Julius Bissier. Ces rencontres sont fondamentales pour son avenir d'artiste. En 1954, il obtient une bourse d'études du Land du Bade-Württemberg et du Gouvernement français.

## Paris-Munich
Fruhtrunk se rend alors à Paris pour travailler, en 1955, dans les ateliers de Fernand Léger et de Hans Arp. Il expose à Paris, dans la galerie Denise René en 1960/ En 1961, il reçoit le prix Jean-Arp à Cologne et en 1966 la médaille d'argent du prix d'Europe à Ostende. En 1963, on le voit dans le film documentaire "L'École de Paris: ( 5 Artistes au travail ) " du réalisateur américain Warren Forma. En 1967, il devient professeur à l'Académie d'art de Munich. Dans les années 1970, il s'installe Perigny sur Yerres à 25 km de Paris, Son atelier et l'atelier de sculpture de son ami Marino di Teana. Ils se sont rencontrés chez Denise René, et Fruhtrunk s'inspire des sculptures monumentales de Di Teana pour créer sa création picturale de constructivisme, et il en fait un univers pictural rythmique et coloré. Un langage de formes dynamiques dans lesquelles les diagonales s'organisent dans une alternance rythmée de couleurs. Il est présent et remarqué à la "documenta 4".
Éprouvé par ses blessures de guerre et la dépression, Günter Fruhtrunk se suicide dans son atelier de l'Académie d'Art de Munich, le 12 décembre 1982.
Son œuvre la plus célèbre : Aldi-Nord.

## Expositions
- 1947 Galerie Der Kunstspiegel, Fribourg en Brisgau
- 1959 Peinture française, Vienne
- 1960 "Peinture constructiviste de Malevitch à nos jours"
- 1960 New York, Chicago, San Francisco
- 1963 Museum am Ostwall, Dortmund
- 1965 "The Responsive Eye", New York
- 1966 "Tendenzen Strukturaler Kunst", Münster
- 1967 "Du constructivisme à l'art cinétique",
- 1967 Montréal ; "Kinetika", Vienne
- 1968 "De Mondrian à l'art cinétique", Paris ;
- 1968 Biennale de Venise
- 1968 documenta 4, Kassel
- 1969 Kestnergesellschaft, Hanovre
- 1970 "Jetzt - ein Signal unserer Zeit", Kunsthalle Cologne
- 1970 Musée d'Art Moderne de la Ville de Paris
- 1971 Moderne Galerie Otto Stangl, Munich
- 1972 Städtische Galerie im Lenbachhaus, Munich
- 1981 Galerie Rüdiger Schöttle, Munich
- 1989 Galerie Heseler, Munich
- 1993 Galerie nationale, Berlin
- 1993 Galerie du Lenbachhaus de Munich

## Sources
- Éditions F. Bruckmann KG, München. 1971 und Wegweiser Kunst für München im Öffentlichen Raum 1972-1997, Hugendubel.
- Wikipédia anglais, allemand.

## Œuvres
- Neue Galerie Kassel (Vektoren 3)
- Staatliche Galerie Stuttgart
- Lenbachhaus München
- Grafik Grüner Hiatus
- Ummantelung eines U-Bahnentlüftungsschachtes in München Herzog-Wilhelm-Straße/Herzogspitalstraße (1971)
- Kunstsammlung Deutsche Bundesbank, Francfort-sur-le-Main

## Indications
1. ↑  blogeintrag; Monopol-Artikel

## Liens
- Günter Fruhtrunk bei Galerie m Bochum
- Notices d'autorité :   - VIAF
  - ISNI
  - BnF (données)
  - IdRef
  - LCCN
  - GND
  - Israël
  - NUKAT
  - Lettonie
  - WorldCat
- Ressources relatives aux beaux-arts :   - Artists of the World Online
  - Bénézit
  - Bridgeman Art Library
  - Collection de peintures de l'État de Bavière
  - Delarge
  - Grove Art Online
  - Musée Städel
  - Museum of Modern Art
  - RKDartists
  - Union List of Artist Names